# Bad Kleinen
Bad Kleinen település a Németország Mecklenburg-Elő-Pomeránia tartományában. A Schwerini-tó északi partján fekszik. 1915-ig Kleinen volt.

## Városrészek
Következő városrészek léteznek:
| - Bad Kleinen - Fichtenhusen - Gallentin | - Glashagen - Hoppenrade - Losten | - Niendorf - Wendisch Rambow |

## Története
Írott forrásban elsőként 1178-ban tűnik fel Kleinen néven (III. Sándor pápa egyik oklevelében).

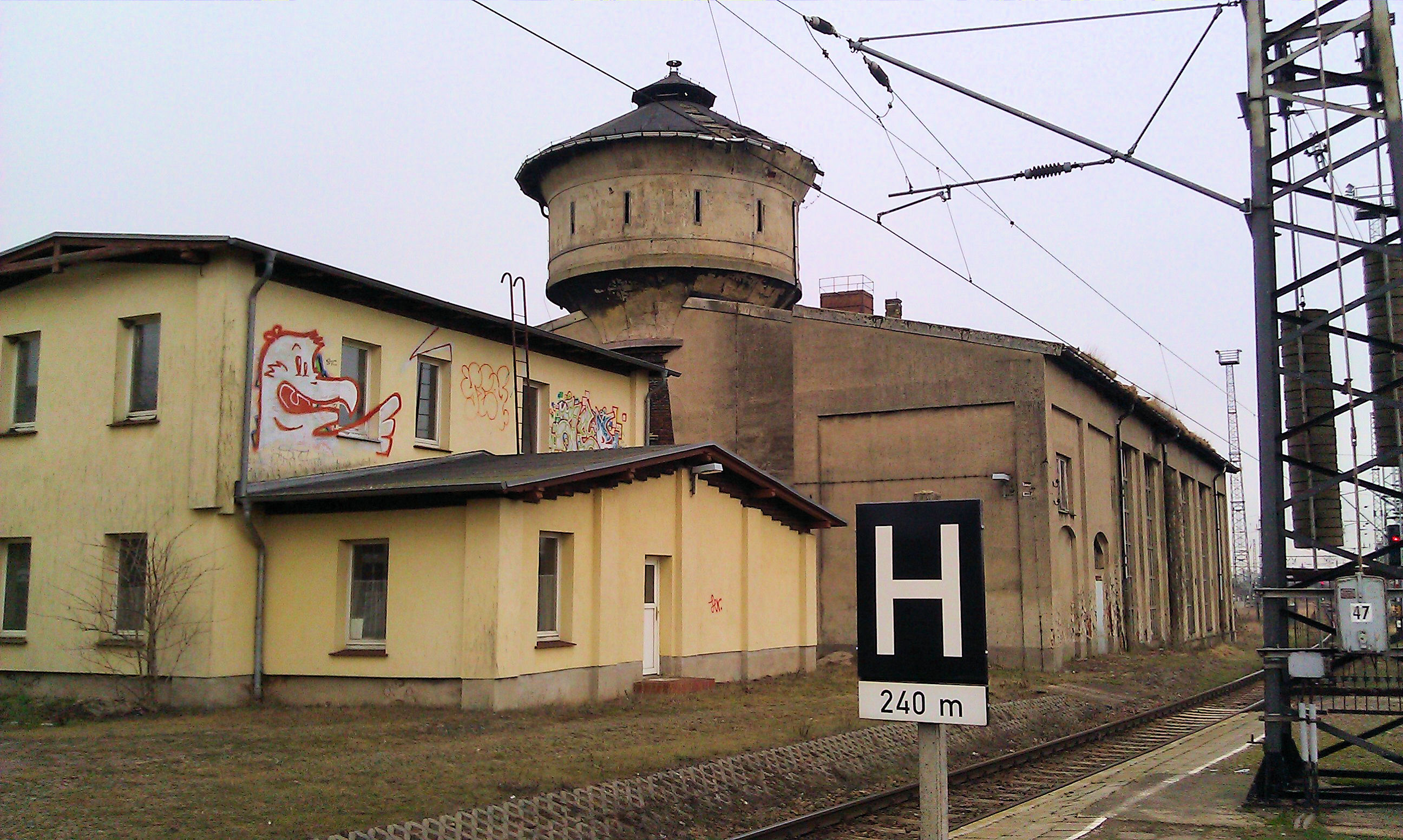
hatul: az 1880-as állomásépület víztoronnyal és mozdony garázsával

1848-ban adták át a (Hagenow Land–)Schwerin–Wismar-vasútvonal, ami a második volt Mecklenburgban. 1850. május 13-án nyílt meg a Bad Kleinen–Rostock-vasútvonal. Ez nagyban hozzájárult Kleinen közlekedési csomóponttá fejlődéséhez. 1870. július 1-jén elindult az első vonat a Bad Kleinen–Lübeck-vasútvonalon.
1895-ben Kleinen fődőhely lett.

## Turistalátványosságok
- A tojásalagút (Eiertunnel)
- A hoppenradei kastély

## Híres bad kleineniak
- Till Lindemann (a Rammstein együttes énekese) Wendisch Rambowban nőtt fel.
- Gottlob Frege (német matematikus, logikatudós és filozófus) 1925. július 26-án Bad Kleinenben hunyt el.

## Galéria

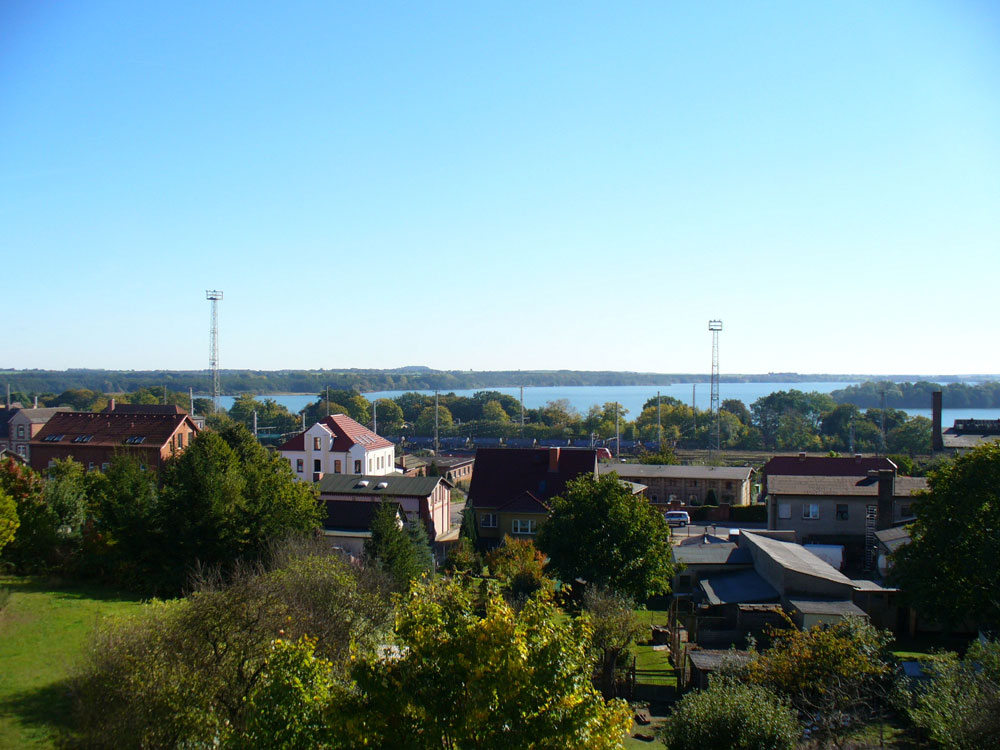
A schwerini tó az állomás mögött
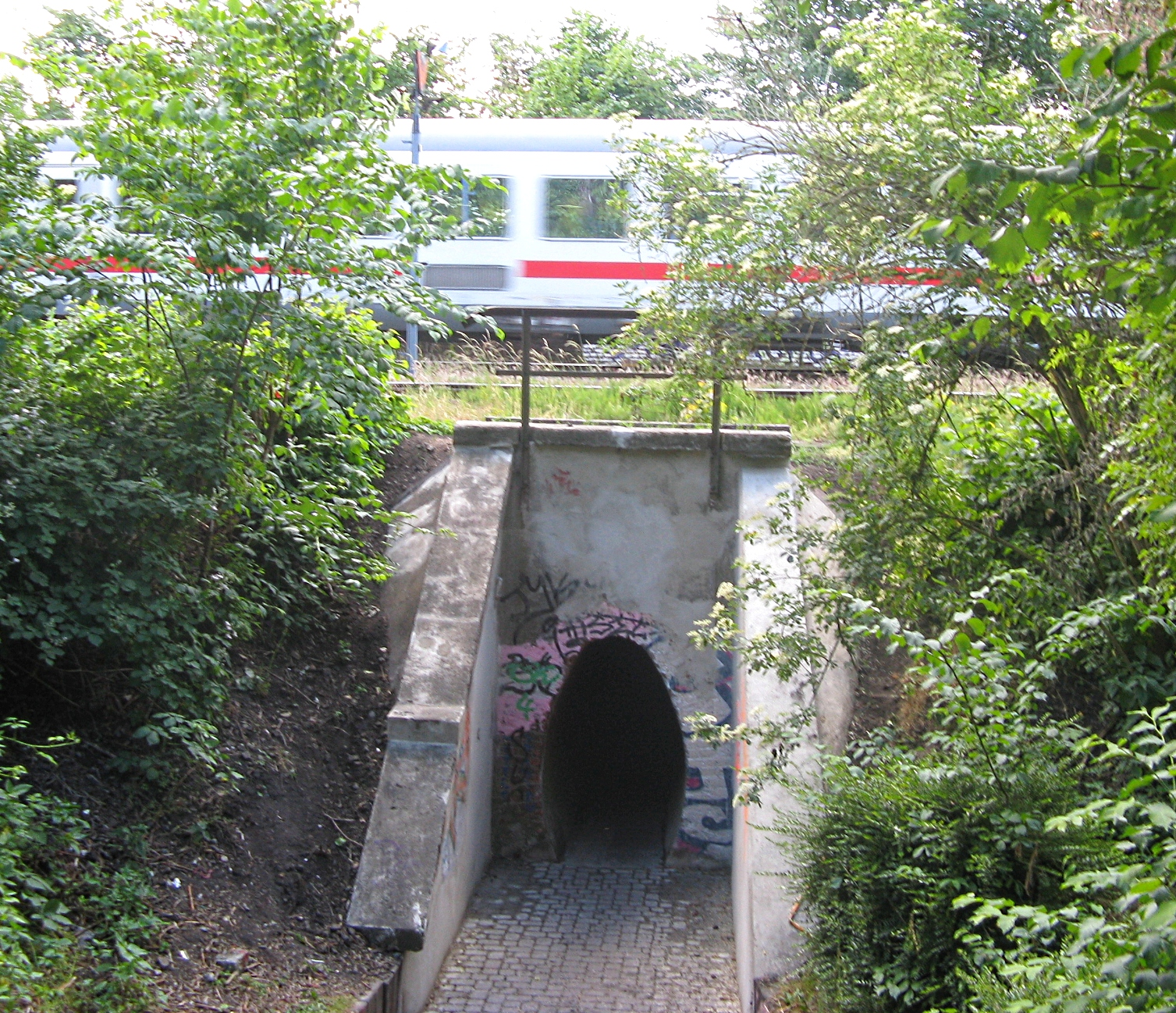
A tojásalagút (Eiertunnel)
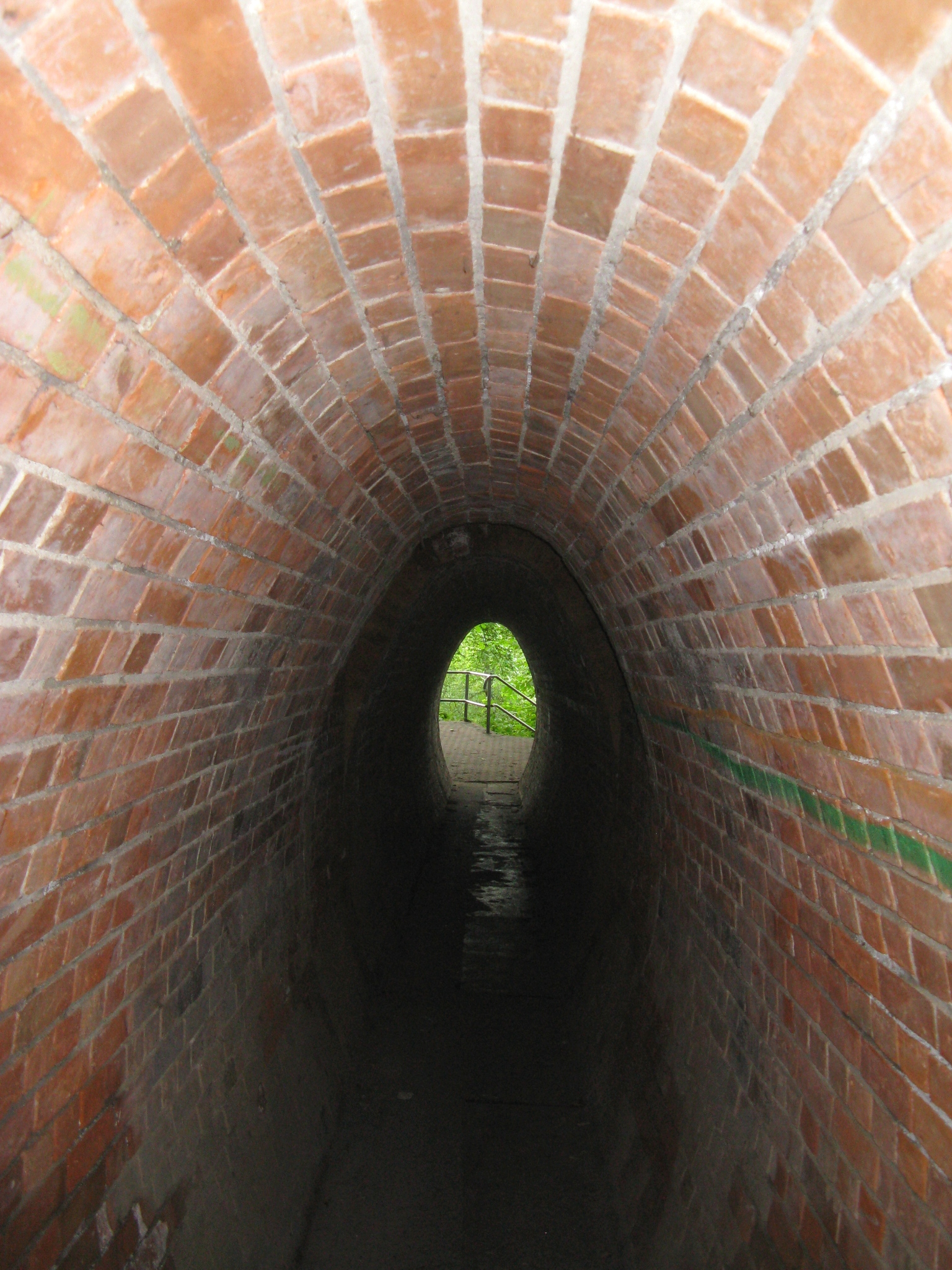
A tojásalagút (Eiertunnel)
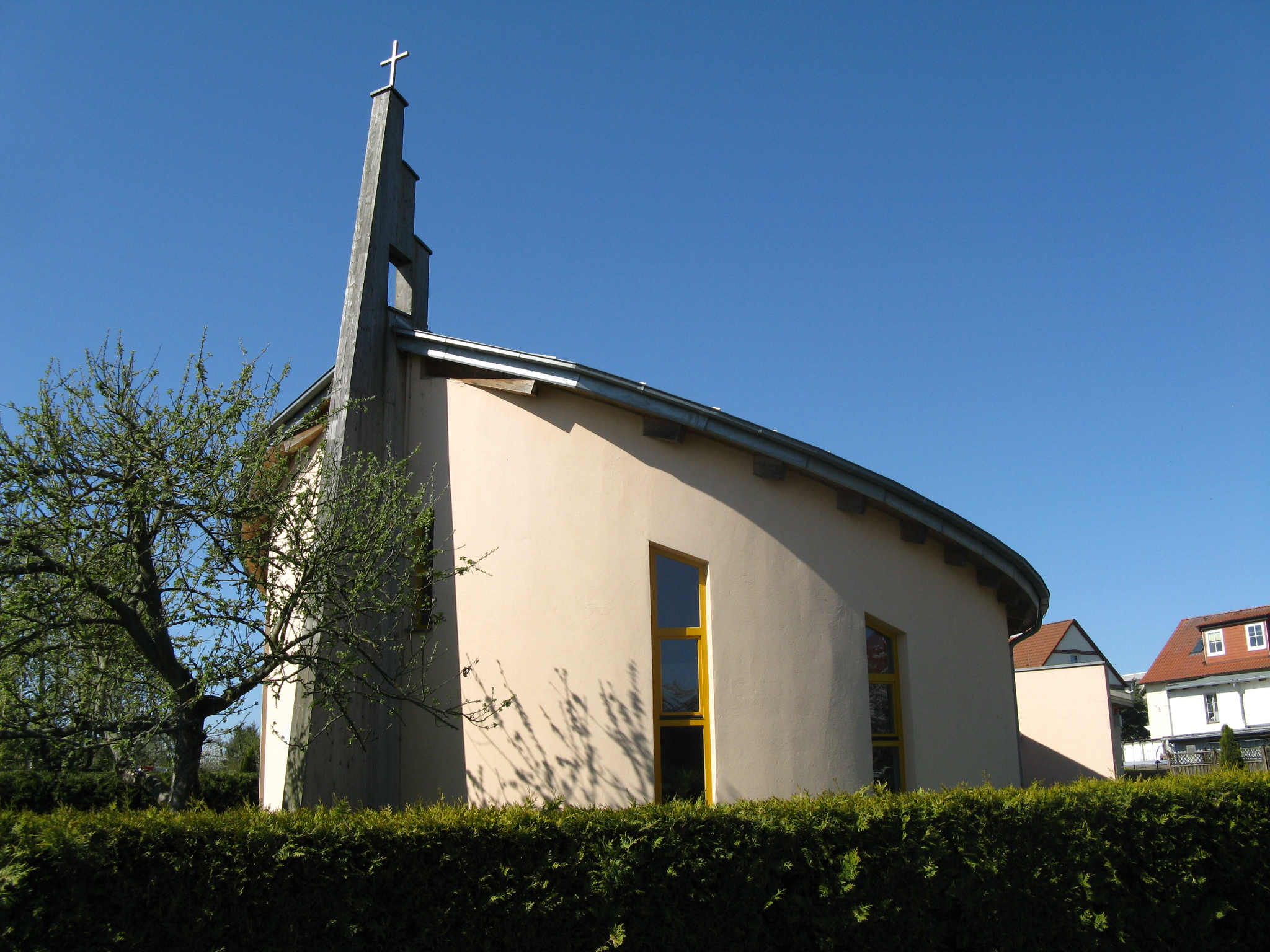
Az Arche

## Fordítás
- Ez a szócikk részben vagy egészben  a   Bad Kleinen című német Wikipédia-szócikk fordításán alapul.  Az eredeti cikk szerkesztőit annak laptörténete sorolja fel. Ez a jelzés csupán a megfogalmazás eredetét és a szerzői jogokat jelzi, nem szolgál a cikkben szereplő információk forrásmegjelöléseként.